# Monts Taita
Pour les articles homonymes, voir Taita.
Les monts Taita sont un massif  montagneux du Kenya, ils sont situés à 50 km à l'est du Kilimandjaro, ils culminent à 2 209 m d'altitude.

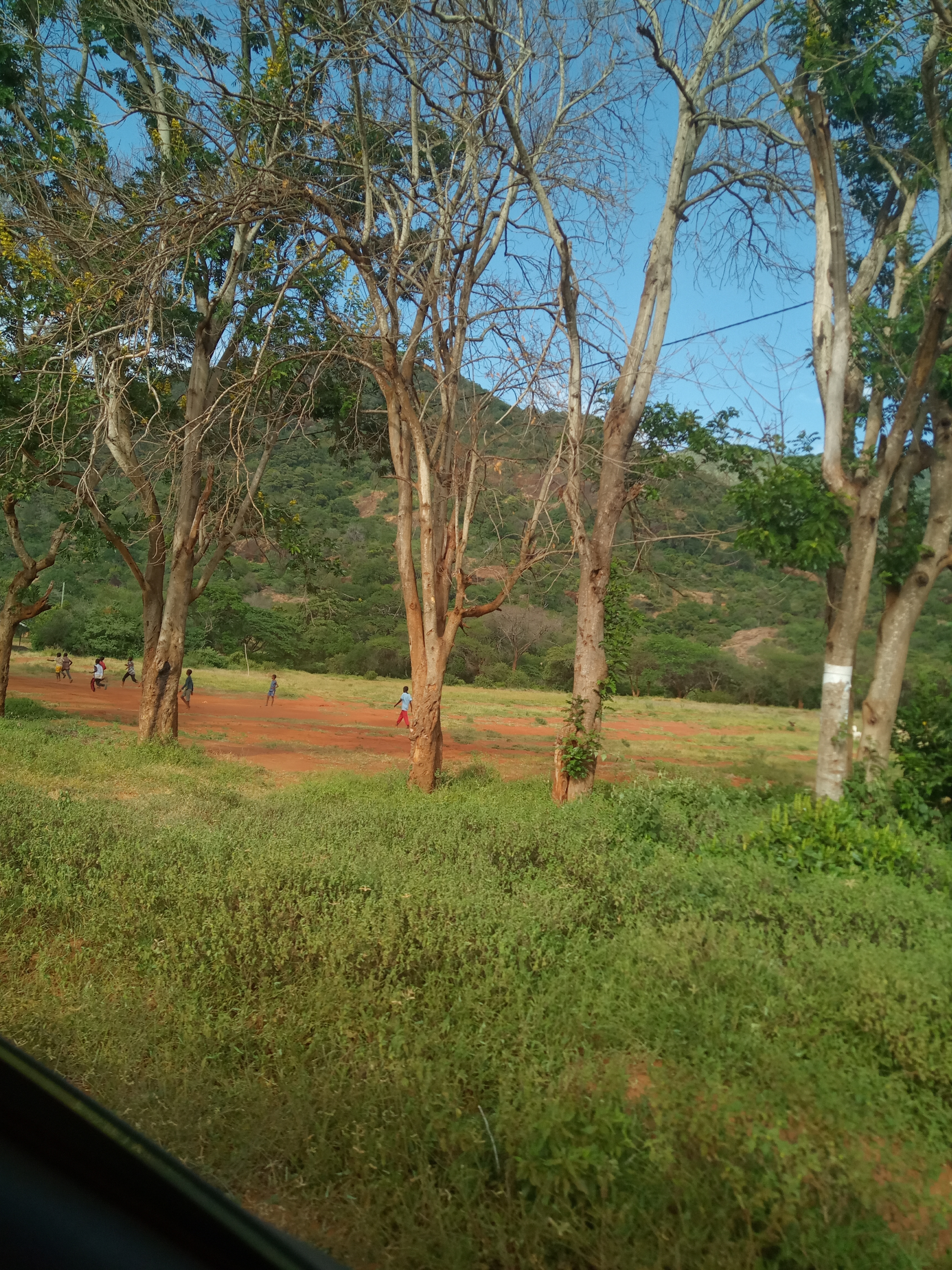
Paysage dans les monts Taita.